# Rejon czortkowski
Rejon czortkowski (ukr. Чортківський район) – jednostka administracyjna Ukrainy, rejon w składzie obwodu tarnopolskiego. Głównym miastem jest Czortków.
Rejon został utworzony 17 lipca 2020 w związku z reformą podziału administracyjnego Ukrainy na rejony.

## Podział administracyjny rejonu
Rejon czortkowski od 2020 roku dzieli się na terytorialne hromady:

- Hromada Białobożnica (Білобожницька громада)
- Hromada Bilcze Złote (Більче-Золотецька громада)
- Hromada Borszczów (Борщівська громада)
- Hromada Buczacz (Бучацька громада)
- Hromada Wasylkowce (Васильковецька громада)
- Hromada Grzymałów (Гримайлівська громада)
- Hromada Husiatyn (Гусятинська громада)
- Hromada Zawodśke (Заводська громада)
- Hromada Zaleszczyki (Заліщицька громада)
- Hromada Potok Złoty (Золотопотіцька громада)
- Hromada Iwanie Puste (Іване-Пустенська громада)
- Hromada Kolędziany (Колиндянська громада)
- Hromada Kopyczyńce (Копичинецька громада)
- Hromada Koropiec (Коропецька громада)
- Hromada Mielnica Podolska (Мельнице-Подільська громада)
- Hromada Monasterzyska (Монастириська громада)
- Hromada Nagórzanka (Нагірянська громада)
- Hromada Skała Podolska (Скала-Подільська громада)
- Hromada Tłuste (Товстенська громада)
- Hromada Trybuchowce (Трибухівська громада)
- Hromada Chorostków (Хоростківська громада)
- Hromada Czortków (Чортківська громада)